# Heterotheca villosa
Espèce
Heterotheca villosa est une espèce de plantes à fleurs de la famille des Astéracées originaire d'Amérique du Nord.